# Down to Earth (film 1917)
Down to Earth è un film muto del 1917 diretto da John Emerson che ne firmò anche la sceneggiatura insieme ad Anita Loos. Negli Stati Uniti, il film è conosciuto anche come The Optimist.

## Produzione
Il film fu prodotto dalla Douglas Fairbanks Pictures. Venne girato in esterni al Yosemite National Park, in California.

## Distribuzione
Distribuito dalla Artcraft Pictures Corporation, il film uscì nelle sale cinematografiche statunitensi il 16 agosto, dopo essere stato presentato in prima il 12 agosto 1917.
La pellicola, riversata, è stata distribuita in VHS e, nel 2007, in DVD (NTSC) dall'Unknown Video. Il DVD, masterizzato da una copia in 16 mm, ha una colonna sonora ragtime di George L. Cobb, arrangiata ed eseguita da Frederick Hodges.